# 大戸屋ホールディングス
株式会社大戸屋ホールディングス（おおとやホールディングス、英: OOTOYA Holdings Co., Ltd.）は、株式会社大戸屋および海外で飲食店事業を行う他の事業会社の運営を行う持株会社。また、株式会社大戸屋は、和食を中心とする外食チェーンストアを運営する企業である。家庭料理を意識した和定食などを提供する「大戸屋ごはん処」の全国チェーン展開などを行う。
全国チェーンとしては珍しくセントラルキッチンを持たず各店舗で調理して提供する手作り調理でファミリーレストランなど他の外食チェーンとの差別化を試みていた。しかし近年(2020年)、業績低迷及びTOBによる会社の方針の変化によりセントラルキッチン導入を予定している。

## 沿革
1958年1月、三森栄一が東京・池袋駅東口に「大戸屋食堂」として創業。海苔佃煮のボトルキープができて、白飯だけのオーダーでも食事が可能な貧乏学生御用達の安飯屋として人気を博した。
1983年5月に三森久実が株式会社大戸屋を設立。1992年に吉祥寺店が火災で全焼したが、建て直しの際「おしゃれな定食屋」というコンセプトに路線変更したところこれが当たり、以後急成長した。
2010年3月、実質的な本社機能を新宿区岩戸町から三鷹駅至近の武蔵野市中町に移転し、登記上の本店所在地も同年7月1日をもって移転した。
2011年に持株会社化。株式会社大戸屋分割準備会社（2011年5月16日設立）に日本国内の飲食店事業を分割し（海外事業は元々別の子会社が運営）、同年7月1日に株式会社大戸屋に社名を変更、元の株式会社大戸屋は同7月1日に株式会社大戸屋ホールディングスに社名を変更した。三森社長の従弟にあたる窪田健一が社長に就任。
2013年に大戸屋（上海）餐飲管理有限公司を完全子会社化（2016年度清算結了）。大阪証券取引所の現物市場の東京証券取引所への統合に伴い、東京証券取引所JASDAQ（スタンダード）に上場。
2017年に窪田健一が株式会社大戸屋代表取締役会長に、山本匡哉（1973年生まれ）が同取締役社長に就任した。
2018年に新業態「かこみ食卓」1号店を、大戸屋創業の地である池袋に出店した。
ポイントサービスは従来Pontaに加盟していたが、2019年4月1日より楽天ポイントカードに切り替えた。なお、楽天ポイントとの提携は2024年3月31日で終了した。
2020年8月、オイシックス・ラ・大地と業務提携。
2020年（令和2年）9月9日付で、株式会社コロワイドより同年7月10日から実施していた大戸屋ホールディングス株への公開買い付けが9月8日をもって成立したことが発表された。コロワイドは取締役の交代を求めて臨時株主総会の開催を請求、同年11月4日に行われた株主総会にて、コロワイドが提案した、従前の取締役11名中10名を解任、新たに7名を選任する議案が承認可決され、窪田健一に代わりコロワイドの蔵人賢樹が代表取締役社長に就任した。この取締役派遣を受け、コロワイドは大戸屋ホールディングスの親会社となった。
なお2020年9月末時点において、同年度上期の売上減少及び減損損失計上により債務超過となったため、2021年2月にコロワイドを引受先とする優先株式での第三者割当増資を行い、債務超過を解消した。また2021年2月には本社及び本店所在地を武蔵野市中町から横浜市西区北幸に変更した。

## 大戸屋ごはん処
店舗数は2020年3月現在、直営147店舗・フランチャイズ200店舗、海外直営15店舗・海外フランチャイズ101店舗。
日本国内では、徳島県、香川県、愛媛県、宮崎県、鹿児島県を除く都道府県に出店している。鹿児島県ではかつて鹿児島市のスクエアモール鹿児島宇宿に出店していたが、2018年9月末で撤退して県内から店舗が消滅した。宮崎市にも宮崎大島店があったが現在は閉店している。香川県も2020年2月末にゆめタウン高松店が閉店し、同時に同店を運営していたフランチャイジーのありがとうサービスがFC契約を終了させたため、県内から店舗が消滅した。店舗網は東日本が主体で西日本には少なく、特に関西圏は味の嗜好の違いや同業他社（特にフジオフードシステム）との競合などで店舗数は少ない。
2011年3月には銀座（大戸屋銀座三越前店）に進出するなど、都内各地を中心に出店を続けている。店舗の大半は首都圏1都3県（東京都・神奈川県・埼玉県・千葉県）に集中するが、愛知県・沖縄県・北海道に10店舗以上が出店しており（2020年2月現在）、関東地方以外にも店舗が多い地域がある。
ショッピングセンター内店舗や郊外のファミリーレストランタイプの店舗を除き、ビルの地下や2階の店舗が多く1階にはあまり出店していない。これはテナント賃料節減のためと、男性が中心の客層となる行列に交じって並ぶことに抵抗があるという女性客に配慮しているためとされる。
全店舗で終日全席禁煙となっており、電子たばこ・無煙たばこなどの使用禁止も明示している。支払い方法は前払いと後払いの店舗が混在している。
海外店舗は2018年1月現在、ニューヨーク3店舗、タイ44店舗、台湾32店舗、香港4店舗、上海5店舗、インドネシア9店舗、シンガポール3店舗、ベトナム1店舗。

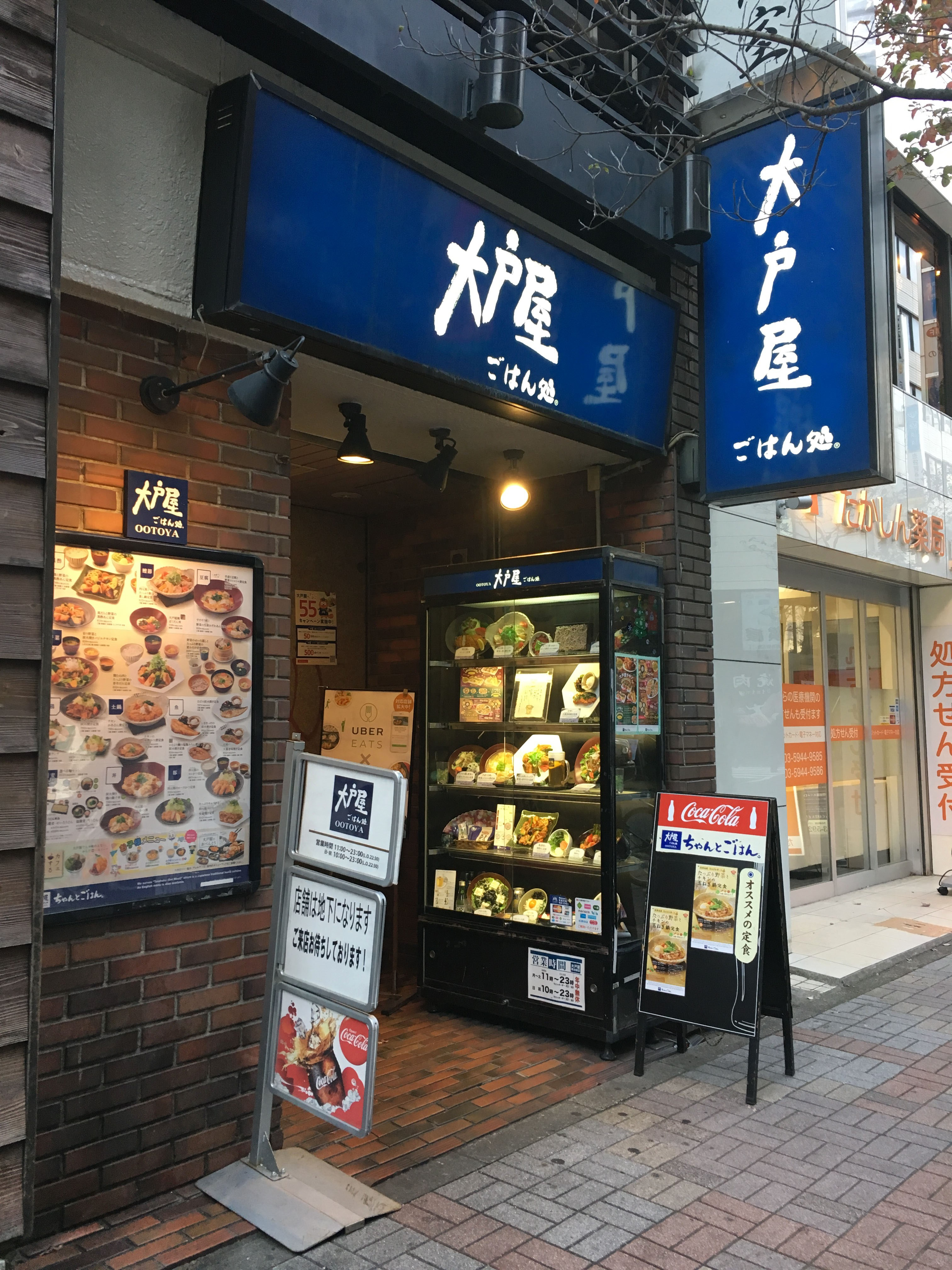
南池袋店
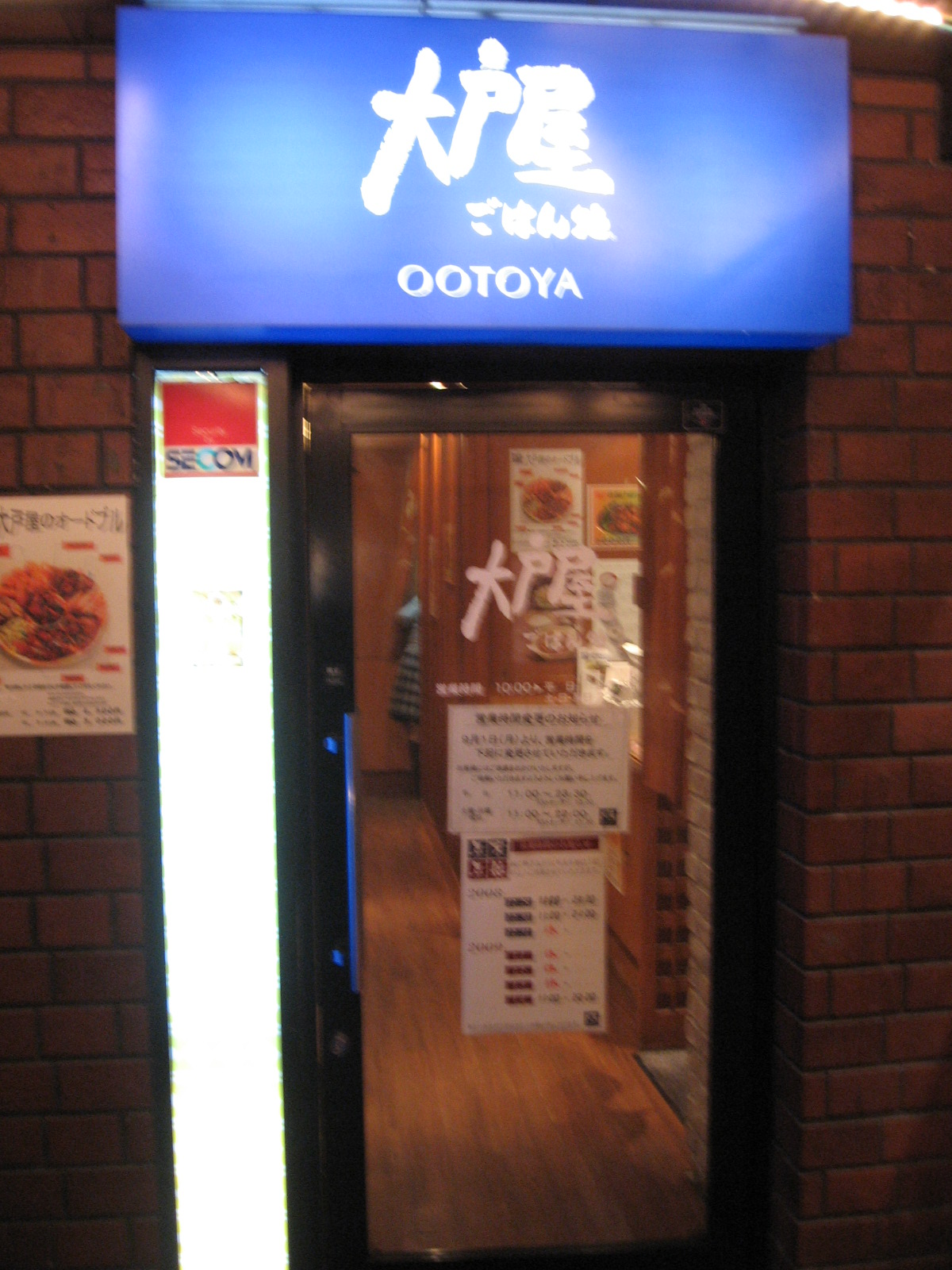
赤坂通り店

### メニュー

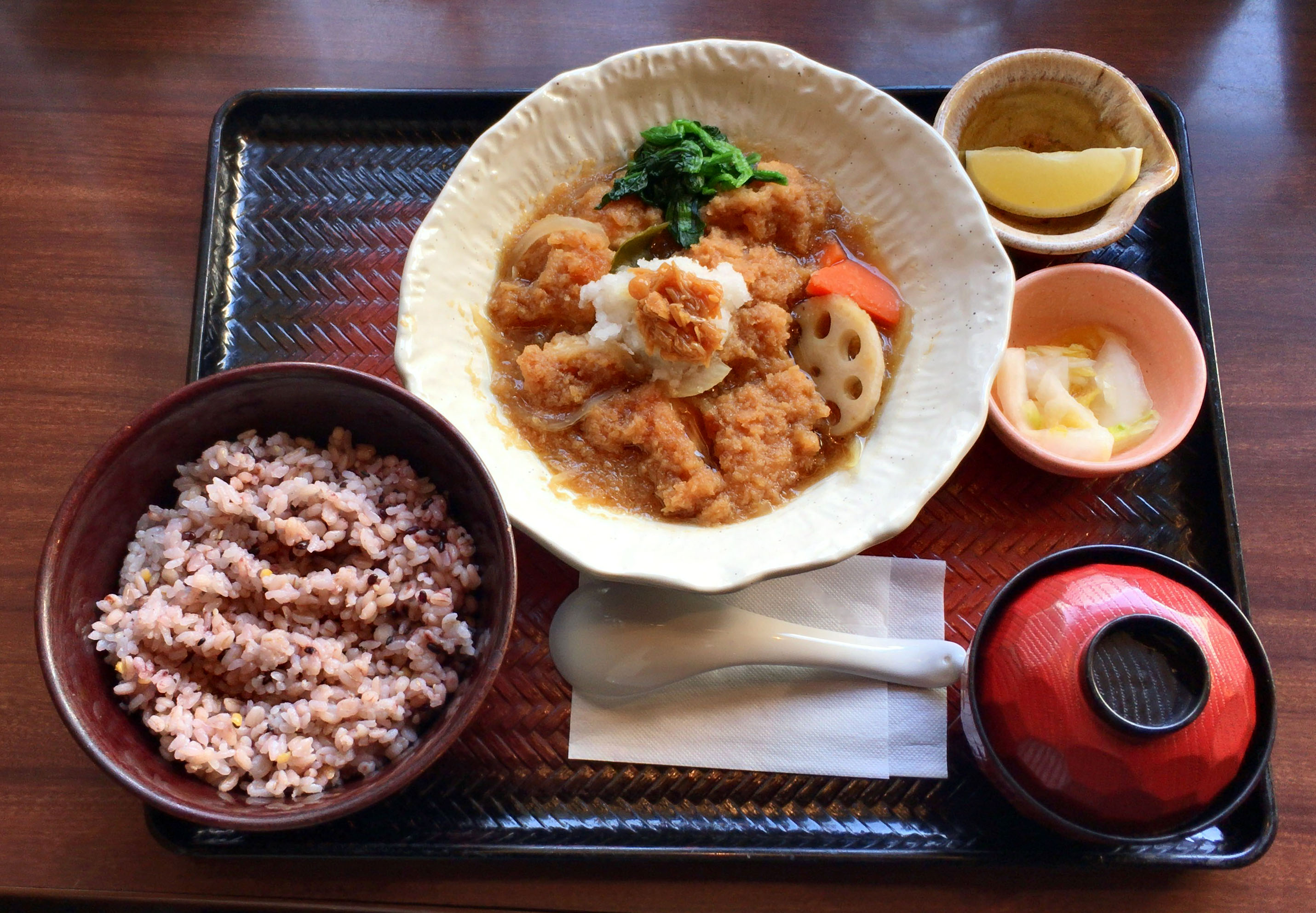
チキンかあさん煮定食

提供される料理は和風の定食メニューを中心に、日本のいわゆる家庭料理風のものが多い。
長年の看板メニューが「特選大戸屋ランチ」である。キャベツスライスやサニーレタス・トマト・ブロッコリーの生野菜（付け合せは時期によって異なる）を土台にコロッケと鶏肉（モモ肉）の竜田揚げを並べ、中央に目玉焼きを盛り合わせたもの。2019年4月23日のメニュー改定時に廃止されたが、売上急減などを受けて同年10月1日にメニューに復活したものの、価格は税込み70円の値上げとなる790円となった。
他に人気メニューとして「チキンかあさん煮定食」がある。チキンカツを醤油ベースのタレに大根おろしを加えて、人参やジャガイモなどの根野菜と一緒に鍋で煮込んだもの。一般には「みぞれ煮」と呼ばれるものである。アルミ鍋で煮込み、さらに上から大根おろし・なめ茸・水菜をかけて提供される。
定食メニューにはメインの惣菜の他にご飯と味噌汁、お新香（メニューによっては小鉢も）がセットされるが、惣菜単品での注文も可能である。丼ものとうどんまたは蕎麦のセットも、それぞれ丼・うどん・そば単品の注文が可能である。
ドリンクバー、エスプレッソコーヒー（おかわり自由）、和のテイストの季節のデザートが用意されている。またビールなど酒類もある。テーブルにはご飯にふりかける胡麻塩などが置かれている。2008年5月16日のメニュー改定よりご飯の大盛料金が無料（大盛のできないせいろご飯は除く）に変更となった。
2002年頃より炭火での調理を一部店舗で試験的に開始、1年あまりの過渡期を経て順次全店に導入され、全店舗の標準となった。それと同時に従来は炭火調理可能店舗でのみ炭火で調理されていたメニュー（それ以外の店舗ではグリル、鉄板などで調理していた）が「○○の炭火焼き定食」など「炭火焼き」を挿入する形で改称されている。また使用する炭も、タイへの出店を機に現地のトータイネットワーク社から植林したユーカリ炭を仕入れ、二酸化炭素等の発生を抑え環境にも配慮した企業努力を行っている。その観点から日本で使用する炭はタイ製にシフトすることになった。

## 他の業態
かこみ食卓
大戸屋のプロデュースによる新業態の定食店。
野菜や雑穀米を使用した健康志向のメニュー、おしゃれな店舗内外装やサイトデザイン、Instagramによる宣伝など、女性客を意識した業態となっている。
2018年に東京都豊島区南池袋に1号店を開店、京王線仙川駅の駅ビル「フレンテ仙川」（東京都調布市）に2号店を開店した。
レストラン「おとや」（閉店）
静岡県熱海市の天然温泉ホテル「熱海シーサイド スパ&リゾート」内のレストラン。大戸屋がプロデュースしていた。
カウンター造りの料亭風の内装で、静岡特産の海鮮料理を提供する会席レストラン でありながら、リーズナブルな価格設定となっていた。
2017年頃まで営業していたが、その後（時期不明）ホテルのレストランが、会席コースのレストランから和洋ビュッフェスタイルの「The Dining OCEAN'S GIFT」にリニューアルしている。

## 不祥事
2013年8月20日に東京都新宿区の「大戸屋ごはん処 新宿靖国通り店」で、洗浄のため漂白剤希釈液を入れて店内に置いていた給茶ポットを、お茶が入っているものと間違えて従業員が客に提供し、この客が漂白剤を飲んでしまうトラブルが発生した。これを飲んだ客から「強い違和感を感じた」との訴えがあり、病院で診察を受けた結果「数日の安静が必要」と診断された。

## 類似店舗
岐阜県各務原市および美濃加茂市に「大和屋（やまとや）」の店名にて、大戸屋とほぼ同一業態を持つ飲食店が存在した。この2店舗は、開店当初は「大戸屋ごはん処 各務原店」「大戸屋ごはん処 岐阜美濃加茂店」という大戸屋のフランチャイズ店舗であったが、2008年6月頃に「大和屋」と店名を変更している。
岐阜美濃加茂店については、幹線道路（国道41号）沿いにあった看板などが突然塗りつぶされ、店名不明の状態での営業が1週間ほど続いた（その時点ですでに大戸屋ではなく「大和屋」に変わっていたようである）。その後、看板などには「大和屋」の店名がペイントされたが、字体などは大戸屋のロゴと酷似していた。
大戸屋側は公式サイト上で、「大戸屋ごはん処 各務原店」「大戸屋ごはん処 岐阜美濃加茂店」は閉店し、同じ場所で営業している「大和屋」は、大戸屋ごはん処の「類似店舗」であるという説明をしていた。なお「大戸屋ごはん処 各務原店」「大戸屋ごはん処 岐阜美濃加茂店」をフランチャイズ経営していたのは株式会社ダイワ であった。
その後2009年頃に、美濃加茂市にあった「大和屋」店舗は閉店し、2020年2月現在「大戸屋ごはん処 美濃加茂店」として営業している。

## テレビ番組
- 日経スペシャル ガイアの夜明け シリーズ「新興国を攻めろ！」第1弾 ニッポン外食に勝機あり（2010年4月20日、テレビ東京）[26]。- 海外事業拡大の戦略を取材。
- 日経スペシャル カンブリア宮殿 定食一筋50年の人気チェーン! 「うまい」に挑み続ける独自戦略（2013年9月26日、テレビ東京）[27]

## 提供番組
- 千鳥の鬼レンチャン（フジテレビ、2022年4月 - ）

## 書籍

### 関連書籍
- 『創業家に生まれて 定食・大戸屋をつくった男とその家族』（著者:三森智仁）（2017年6月16日、日経BP社）ISBN 9784822237394